# Tanystylum beuroisi
Tanystylum beuroisi är en havsspindelart som beskrevs av Arnaud, F. 1974. Tanystylum beuroisi ingår i släktet Tanystylum och familjen Ammotheidae. Inga underarter finns listade i Catalogue of Life.